# Frederico II da Sicília
Frederico II da Sicília (Barcelona 1272 - Palermo 1337), rei da Sicília, conhecido também como Frederico II de Aragão ou Frederico II de Trinácria, foi o terceiro dos filhos de Pedro III de Aragão e de Constança de Hohenstaufen, filha de Manfredo. Decidiu utilizar o título de Frederico II para dar continuidade à dinastia dos Hohenstaufen. Modificou o escudo de armas do reino da Sicília, adicionando-lhe a insígnia da dinastia Hohenstaufen sobre as armas da Coroa de Aragão.

## Conflito pela Sicília
Pedro III morreu em 1285, deixando a Coroa de Aragão a seu primeiro filho, Afonso enquanto que seu irmão Frederico permanecia como regente do Reino da Sicília. Pouco tempo depois, Jaime II de Aragão tomava a coroa de Aragão ao morrer seu irmão em 1291. Nessa época ainda existia um conflito entre a Casa de Anjou e a Casa de Aragão pela posse da Sicília. Apesar de que Jaime II vencia no conflito, os problemas da conquista de Múrcia e os ataques dos francos pelo norte obrigaram-lhe a iniciar as negociações de paz com Carlos de Anjou.
Depois de diversas interrupções provocadas pela morte de dois pontífices, sob os auspícios do Papa Bonifácio VIII, Jaime II teve que assumir um trato que não lhe favorecia demasiadamente; mediante este trato, em troca de possuir as ilhas de Sardenha e Córsega, tinha que ceder Sicília à Igreja que por sua vez a devolveriam à casa de Anjou em 1295. Os sicilianos rejeitaram devolver o controle aos franceses aos que haviam desterrado da ilha em 1282 e em 11 de dezembro desse mesmo ano, o Parlamento siciliano proclamou a Frederico II como rei da Sicília.
O Papa intentou sem êxito convencê-lo a não aceitar, oferecendo-lhe privilégios e promessas, mas Frederico manteve-se firme e foi coroado pelos nobres em Palermo em 1296. Frederico era uma pessoa com carisma que reformou a administração e ampliou as faculdades do Parlamento siciliano do qual formavam parte os barões, os prelados e os representantes das cidades.
Sua rejeição às pretensões do Papa provocou uma nova guerra; Frederico II desembarcou na Calábria desde onde pôs cerco a diversas vilas, induziu a população à revolta em Nápoles, negociou com o partido gibelino de Toscana e Lombardia e assessorou à Casa de Colona contra o Papa Bonifácio. Enquanto que, o Pontífice enviou a Carlos de Valois para invadir a Sicília enquanto que Jaime II, que recebeu diferentes favores da Santa Sé, fez casar sua irmâ Violante com Roberto, terceiro filho de Carlos II de Nápoles.
Ao saber Frederico destas notícias enviou um mensageiro a Aragão com o fim de induzir a barões, cavalheiros e cidades para convencerem o rei a desistir do ataque. Desgraçadamente para Frederico, uma parte dos nobres aragoneses e sicilianos deram apoio a Jaime II e João de Prócida e Roger de Lauria, heróis das Vésperas sicilianas, marcharam com as tropas de Anjou. Os filhos de Carlos, Roberto e Filipe, desembarcaram na Sicília mas foram derrotados por Frederico antes de que pudessem capturar Catania. Filipe foi feito prisioneiro e torturado.

## Tratado de paz
A guerra continuou dois anos com diversos êxitos, até que Carlos de Valois viu-se obrigado a pedir a paz já que seu exército foi consideravelmente reduzido por causa de doenças. Em agosto de 1302 firmou-se o Tratado de Caltabellotta, pelo que Frederico foi reconhecido como rei de Trinácria (nessa época o nome de Sicília não era usado) de forma vitalícia. Em troca, tinha que: casar-se com Leonor de Anjou, filha de Carlos II de Anjou;  retornar Sicília aos de Anjou em sua morte; e compensar de algum modo a seus filhos. O Papa Bonifácio pressionou ao rei Carlos para que rompesse o tratado mas Carlos não quis. Em maio de 1303 o Pontífice ratificou a paz com a condição de que Frederico pagasse um tributo.
A paz de Caltabellotta durou pouco tempo, já que em 1313 Frederico reivindicou o trono para seu filho Pedro. Chegaram mais anos de guerra nos que Roberto de Anjou intentou retomar a posse da ilha sem êxito; em 1317 firmou-se uma trégua. No ano 1335, Frederico foi excomungado pelo Papa João XXII por haver tomado posse da Santa Sé com objetivo de apoiar militarmente aos gibelinos no ataque contra Gênova. Em 1321 o Pontífice emitiu uma interdição contra Frederico que durou até 1335 e que motivou novos conflitos contra os de Anjou. Finalmente, o Papa Benedito XII em 1334 prometeu o respeito da Santa Sé aos domínios de Frederico.
Em 25 de junho de 1337, Frederico II morreu em Paternò. Apesar do Tratado de Caltabelhotta, seu filho Pedro II da Sicília sucedeu-lhe no trono. O principal mérito de Frederico II durante seu reinado foi que a dinastia da Casa de Aragão se considerara como própria e que ajudou a configurar aos sicilianos uma identidade própria como povo unido.
Sua tumba encontra-se na Catedral de Santa Ágata na cidade de Catania, junto com todos os soberanos sicilianos da dinastia aragonesa até Maria da Sicília.